# Enregistrament magnètic analògic
La informació es grava sobre el suport quan aquest passa davant de l'electroimant. El suport pot ser un rodet de fil, cinta de paper o cinta magnètica. L'electroimant actua reorientant les partícules del material ferromagnètic (òxids de ferro o de crom) que recobreixen el suport.
La reproducció del so recorre el camí oposat.
El suport sobre el qual es grava el senyal d'àudio és cinta magnètica d'àudio

## Fonaments de l'enregistrament magnètic
L'enregistrament magnètic (analògica o digital) es basa en la física del magnetisme, més concretament, en la de l'electromagnetisme.

### Magnetisme
- Magnetisme és la capacitat que té determinats materials fèrrics d'atreure o de repel·lir altres materials de similars característiques.

Les propietats magnètiques poden ser pròpies per naturalesa (cas dels imants) o poden ser adquirides per inducció magnètica. Per exemple, atraiem una clip amb un imant i, mentre aquest clip estigui magnetitzat per la influència de l'imant, tindrà la capacitat d'atreure altres clips.
- Els materials magnètics ho són per l'especial disposició dels seus àtoms. Aquests àtoms estan agrupats formant petits camps. Cadascun d'aquests camps, cada domini magnètic, té idèntiques propietats magnètiques que un imant. Una petita partícula ferromagnètica posseeix milions de dominis magnètics, cadascun amb el seu pol negatiu i el seu pol positiu

En estat natural, és a dir, quan no estan magnetitzades; les partícules ferromagnètiques tenen els dominis magnètics completament desordenats. Una vegada sotmesos a la inducció magnètica, els dominis magnètics s'ordenen (es disposen en el mateix sentit) i es diu que han estat magnetitzats.
En l'enregistrament magnètic, induïm el magnetisme en el suport. Aquesta és la causa que aquests suports portin en la seva superfície una capa de partícules fèrriques.

### Remanència magnètica
Els materials utilitzats per a l'enregistrament magnètic han de ser d'alta remanència magnètica.
El cicle d'histèresi (histèresi magnètica) és el fenomen que explica la remanència, és a dir, que la informació magnètica romangui encara en absència del camp magnètic que la va crear. Per tant, la histèresi és la que permet l'emmagatzematge d'informació.
La remanència és fonamental. És obvi. De gens serveix induir el magnetisme sobre una superfície, si aquesta queda desmagnetitzada immediatament. Si no hi ha remanència, tal qual es gravés alguna cosa, s'esborraria.

### Electromagnetisme
Històricament, el magnetisme i l'electricitat havien estat tractats com a fenòmens diferents i, per tant, eren estudiats per ciències diferents. No obstant això, els estudis de diferents científics com Oersted i Michael Faraday van demostrar que electricitat i magnetisme estaven íntimament relacionats.
Va ser el físic escocès James Clerk Maxwell qui, per primera vegada, va descriure el comportament del camp electromagnètic i les interaccions elèctriques i magnètiques que es donen en ell.
- El electromagnetisme, en el qual es basen els enregistraments magnètics, consisteix a crear un camp magnètic per l'acció que produeix el corrent elèctric en passar per un electroimant.

Un 'electroimant consisteix, bàsicament, en una bobina de coure amb nucli de ferro que té la capacitat de magnetitzar a altres elements. És a dir, que pot imantar. L'electroimant constitueix el nucli del capçal d'enregistrament de qualsevol sistema d'enregistrament magnètic analògic.

### Procés d'enregistrament electromagnètic
- En l'enregistrament magnètic, les vibracions sonores són transformades en variacions de voltatge d'idèntica intensitat, amplitud i freqüència mitjançant un transductor electroacústic (micròfon).

Les variacions de voltatge s'apliquen sobre l'electroimant del cap gravadora que transforma el corrent elèctric en un senyal magnètic d'idèntica intensitat, amplitud i freqüència.
Aquest senyal magnètic actua reordenant les partícules ferromagnètiques (òxids de ferro o de crom) que cobreixen la superfície del suport (cinta magnètica, cinta de paper o filferro d'acer), és a dir, magnetitzant-les, conforme el suport va passant per davant de l'electroimant.

### Corba d'histèresiisenyal de bias
L'enregistrament sobre un suport magnètic no és lineal de principi a fi, sinó que una inducció magnètica no sempre correspon a una magnetització idèntica.
La corba d'histèresi mostra la corba de magnetització d'un material. Sigui el que sigui el material específic, la forma sempre és la mateixa. Al principi, la magnetització requereix un major esforç elèctric (és l'anomenada zona reversible); fins que arribat a un punt, la magnetització es produeix de forma proporcional (zona lineal). Finalment, s'arriba a un instant a partir del qual, per molta força magnètica que apliquem la cinta magnètica d'àudio ja no es magnetitza més, és l'anomenat punt de saturació (que determina l'inici de l'anomenada zona de saturació).
El senyal d'àudio cal gravar-la solament a la zona lineal, de manera contrària, per a dalt o per a baix, sofriria deformacions. Per sobrepassar la zona reversible es grava una freqüència que es coneix amb el nom de Bias (senyal de bies) o corrent de polarització.
Es tracta d'un senyal no audible que indueix el magnetisme a la zona lineal (la zona on s'ha de gravar). Sense el senyal de bias la cinta comptaria amb menor remanència, la qual cosa implicaria majors nivells de distorsió. Aquesta freqüència resulta també útil en el procés d'esborrat.
El senyal de bias és una freqüència que es troba entre els 80-100 i 150-200 kHz. Com més gran sigui l'amplitud d'aquest senyal, major serà la profunditat en què es gravi el so en la capa d'òxid.
Els requisits de polarització (el nivell concret d'aquest corrent de polarització) varien depenent del tipus de cinta, per això, abans d'iniciar un enregistrament cal realitzar un ajust de bies. Un mal ajust de les bies podria comprometre les altes freqüències en l'enregistrament.

## Qualitat de l'enregistrament
La qualitat d'un enregistrament dependrà del tipus de cinta utilitzada, de la seva grandària i de la velocitat d'arrossegament.
- La cinta magnètica d'àudio. El tipus d'emulsió (ferro, crom, etc.) determina la resposta en freqüència i, per tant, la qualitat.

- Les velocitats d'arrossegament usades pels magnetòfons professionals són de 3 ¾, 7 ½, 15 i 30 polzades/s. A major velocitat d'arrossegament, més qualitat.

- Les amplàries de cintes magnetoscòpiques són de ¼, ½, 1 i 2 polzada. A major amplària de cinta, major velocitat d'arrossegament i, per tant, més qualitat.

## Inconvenients de l'enregistrament magnetofònic
L'enregistrament magnetofònic té 3 grans inconvenients:
- Existeix un frec constant entre el suport i el cap lector. Aquesta fricció, a llarg termini, produeix una pèrdua en la qualitat del so.

- Si es desmagnetitza la cinta (per apropar-la a un imant o a un corrent elèctric, etc), la informació perduda (esborrada) resulta irrecuperable.

- No permeten la multigeneració més enllà de la 4a o 5a, per acumulació de pèrdua de qualitat.

Com l'últim punt indica, cada nova generació (còpia de còpia) suposa una petita pèrdua irrecuperable. Aquesta pèrdua pot suposar una petita deformació del senyal original o un augment lleuger del soroll (xiuxiueig de fons). Més enllà de la quarta generació, tots els defectes són audibles, amb el que la qualitat pot arribar a ser pèssima.
Aquest problema pot resoldre's en gran manera, encara que mai del tot, amb els sistemes de reducció de soroll, com Dolby® i dbx®. Els Dolby utilitzen un sistema de compressió que amplifica els sons més tènues perquè se sentin per sobre del soroll de fons. Dbx s'utilitza en el sector professional i la seva funció és expandir tot l'espectre sonor a l'hora de gravar-ho, per efectuar la inversa en la seva reproducció. Si s'utilitza un d'aquests sistemes durant l'enregistrament és necessari utilitzar el mateix per a la seva reproducció. Una reproducció emergent sense el sistema emprat de reducció podria fer-se en el cas del Dolby, ja que l'atenuació sonora no és tan distorsionada com ho fa dbx, encara que tampoc s'aconsegueixen tants dB en relació senyal-soroll com en l'últim.

## Nivells de referència per a l'enregistrament magnètic
S'utilitzen per ajustar el flux magnètic de l'enregistrament:
- Si el flux magnètic adquireix alts nivells es produeix distorsió i saturació.
- Si per contra, el flux magnètic té un nivell a l'excés baix es produeix soroll.

Per obtenir un enregistrament òptim, el marge de rang dinàmic útil ha de situar-se entre un nivell de sortida màxim (MOL - maximum output level) i un de mínim (nivell típic de soroll).
Les xifres exactes entre tots dos depenen del magnetòfon i del tipus de cinta magnètica d'àudio.
El nivell de flux magnètic pot ajustar-se controlant la relació entre el nivell de voltatge a l'entada del gravador i el nivell de flux magnètic sobre la cinta. Per poder realitzar aquest ajust s'utilitzen les cintes de prova (test tapi). Aquestes cintes de prova recopilen nivells de referència estandarditzats i contenen tons pregravats a un nivell de flux magnètic concret.
Existeixen cintes de prova per a totes les velocitats d'arrossegaments i amples de cinta i per a l'estàndard necessari: 
- CCIR (estàndard europeu).
- NAB (estàndard americà).
- DIN (estàndard alemany).

Durant el procés d'ajust, la qual cosa es fa és posar l'entrada de l'equip un to determinat (habitualment 1kHz a O dBu) i ajustar la sortida perquè també llegeixi aquests 0 dBu, la qual cosa ens assegura que estem gravant amb un nivell de flux de 320 nWb m-1 (nivell IEC). Aquests 0dBu, normalment, a un nivell de 4 en el picòmetre (PPM 4) o de ?4 en el vúmetre (-4 VU).
Un decibel (dB) no és un valor absolut sempre fa referència una comparació entre senyals. La unitat de mesura dBu és una unitat logarítmica de nivell de voltatge. Quan un voltímetre indica 0 VU, està indicant un estàndard professional de +4 dBu que es corresponen a 1,228 V a 600 ohms d'impedància.
El nivell de flux magnètic es mesura en nanofibers per metre (nWb m-1). El weber és la unitat de flux magnètic.
El MOL per a una cinta d'alta qualitat està en un nivell magnètic al voltant d'1.000 nWb m-1.
Hi ha 3 estàndards de nivell de flux magnètic:
- L'americà (NAB: 200 nWb m-1).
- L'alemany (DIN: 250 nWb m-1).
- L'europeu (IEC: 320 nWb m-1).

És molt important conèixer exactament en què estàndard estem, perquè per exemple, si ajustem el nivell de l'enregistrament en funció d'una test tapi NAB i després realitzem l'enregistrament en una cinta que el seu estàndard és l'IEC estarem gravant 4dB per sobre del recomanat.
A més de nivells de referència de flux magnètic les cintes també inclouen altres tons a altres freqüències que poden servir per a altres ajustos (azimut dels caps, equalització de lectura, etc,)

## Equips Reproductors/gravadors magnètics
Tots els equips d'enregistrament/reproducció magnètica reben el nom de magnetòfon, encara que aquesta nomenclatura la hi hagi apropiat el magnetòfon de bobina oberta.
Existeixen 3 tipus de magnetòfons: 
- Magnetòfon de bobina oberta.
- Magnetòfon de casset (casset o platina).
- Magnetòfon de cartutxos (cartutxera).

Tots aquests equips per ser enquadrats dins del grup d'equips per a ús professional han de complir 4 requisits:
- Precisió de la marxa. Assegura la compatibilitat entre la velocitat d'enregistrament i reproducció. Així una cinta gravada en un equip diferent al que va a ser reproduïda no tindrà cap problema. Les velocitats estàndards són 4?75, 9?5, 19 i 38 cm/s. A major velocitat, major qualitat en el so resultant.

- Estabilitat de la marxa. Velocitat uniforme de desplaçament de la cinta. Si està és alterada, es produeix l'efecte de ploro.
- Minimització de la Diafonia. Es produeix la diafonia quan es llegeix, a més de la pista corresponent, part de so d'una altra pista adjacent.
- Assegurar la resposta en freqüència. Alguns magnetòfons, per estar al final de la seva vida útil o altres motius no són capaços de gravar/reproduir tot l'espectre de freqüències. Quan això ocorre el cap corresponent ha de ser reemplaçada.

## Els capçals
Els capçals són transductors encarregats de transformar l'energia elèctrica en flux magnètic i viceversa.
Alguns equips no professionals expliquen únicament amb 2 capçals: un d'esborrat i un altre que compagina les funcions d'enregistrament i reproducció.
L'aparell és més barat, però no permet monitorar el senyal durant l'enregistrament, per la qual cosa resulta totalment desaconsellable per a un ús en el camp professional. Com sabríem que efectivament estem gravant?, Què passa si hi ha un brunzit per un cable deteriorat?, Què passa si el senyal satura?...
Els equips professionals tenen 3 capçals: Esborrany, Gravador, Reproductor.
La cinta passa primer pel capçal d'esborrat, després pel d'enregistrament i finalment pel de reproducció, la qual cosa permet reproduir gairebé immediatament el senyal gravat (no pot ser exactament de forma immediata perquè hi ha un petit retard produït per la distància física entre el capçal d'enregistrament i reproducció).

### Capçal d'esborrat
Realitza el procés de desmagnetització de la cinta que pot fer-se de dues maneres:
- Per imantació uniforme. La cinta és remagnetitzada per un camp exterior constant. (Per això, en apropar una cinta a un imant o a un camp magnètic generat per cables elèctrics, per distracció, aquesta s'esborra).

Aquesta manera és desaconsellable en els sistemes d'alta fidelitat perquè deixa un fort soroll de fons.
- Per deixar les partícules magnètiques en estat neutre. És la manera més utilitzada pels sistemes professionals perquè eliminen el soroll de fons de l'esborrat. Per retornar les partícules a un estat neutre, un capçal oscil·la ràpidament (generant altes freqüències: 50-120 kHz) i genera un camp magnètic i desmagnetitza la cinta, desorientant les partícules ferromagnètiques. Així s'elimina la informació que hagués registrada. La freqüència del capçal d'esborrat és fixa.

### Capçal d'enregistrament
En gravar, el senyal elèctric es transforma en senyal magnètic. El capçal gravador magnetitza la cinta segons el patró desitjat (en funció del senyal d'àudio). Per a això, quan la cinta passa pel buit (entreferro) que hi ha entre els pols de l'electroimant es produeixen camps magnètics que reprodueixen el senyal elèctric (que, al seu torn, reprodueix el senyal sonor original). La freqüència de polarització o premagnetització (AC Bias) és de 40 Khz. Aquesta freqüència se suma a la freqüència del senyal que vagi a ser gravada.

### Capçal de lectura o reproducció
En reproduir, el senyal magnètic es transforma en senyal elèctric. Per a la lectura / reproducció, la cinta es mou novament en el buit (entreferros) que hi ha ens els pols de l'electroimant, revertint els camps magnètics novament en un voltatge altern (senyal elèctric) que és induït corrents en els filferros que envolten al nucli. Aquest senyal elèctric els altaveus (transductors electroacústics) s'encarreguessin de convertir-la en senyal d'àudio. L'entreferro del capçal del cap reproductor sol ser una mica més estret que el de la gravadora.

## Magnetòfon de Bobina Oberta

### Motors
Els magnetòfons professionals compten amb tres motors:
- Avanç ràpid
- Rebobinatge ràpid
- Capstan o motor de velocitat

El motor de velocitat es diu també capstan, perquè està situat dins d'un eix (capstan) que arrossega la cinta a una velocitat preseleccionada per l'usuari.

### Velocitats d'Enregistrament/Reproducció
Les velocitats d'arrossegament usades pels magnetòfons professionals són de 3¾, 7½, 15 i 30 polzades/s. La velocitat més habitual, l'estàndard, és la de 7½ polzades/s. La velocitat d'arrossegament és un factor clau, perquè té una resposta en freqüència directament proporcional. Per tant, a major velocitat, hi ha un més ampli rang de resposta en freqüència.
| en polzadas/s          | 3¾             | 7½             | 15             |
| en cm                  | 9,5            | 19             | 38             |
| Resposta en freqüència | 30 Hz - 14 kHz | 30 Hz - 18 kHz | 30 Hz - 22 kHz |

Els gravadors multipista posseeixen un potenciòmetre anomenat variador que permet modificar la velocitat 33% per sota i 55% per sobre de les quatre velocitats. Són petites variacions no perceptibles per l'oïda, que s'utilitzen, principalment, per adaptar les velocitats d'enregistrament entre dues emissores. Així queden corregits factors com els retards de línia, entre altres paràmetres.

### Tipus de Magnetòfons de Bobina Oberta
Existeixen 4 tipus de magnetòfons de bobina oberta atenent a la configuració de les seves pistes:
- Magnetòfon Monaural (Mico).
- Magnetòfon de 2 pistes.
- Magnetòfon Estèreo.
- Magnetòfon Multipista.

#### Magnetòfon Monaural
Solament graven una sola pista sobretot l'ample d'una cinta estàndard de ¼ de polzada (0,635 cm). Va ser el primer equip usat tant en enregistraments de radi, com en producció discogràfica. Avui dia, als enregistraments realitzats amb aquest mètode se'ls denomina, en anglès, full track (pista completa).

#### Magnetòfon de 2 pistes
Grava 2 pistes en una cinta estàndard de ¼ polzada d'ample.
Cadascuna de les pistes ocupa aproximadament la meitat de la cinta. Per aquest motiu, també és conegut com a format mitjana pista.

#### Magnetòfon Estèreo
La cinta es divideix en 4 pistes, per la qual cosa també es coneix com a format quatre pistes. En reduir l'ample de la cinta (han de cabre 4 pistes on abans només hi havia dues) augmenta la distorsió i empitjora la relació senyal/soroll.
Aquest format de dues pistes reprodueix les dues cares d'una cinta de casset. Per això, la primera vegada que la cinta es grava, el so queda registrat en la pistes 1 i 3. Quan tornem a gravar la cinta en la cara oposada, el so queda registrat en les pistes 2 i 4. Entre els tècnics, es coneixia també aquest segon enregistrament com ?l'altra cara?. A més, com hi ha menys superfície de contacte entre el capçal i la cinta poden donar-se pèrdues momentànies de senyal (drop outs). Tots aquests inconvenients van fer que el magnetòfon dues pistes es limités a l'àmbit domèstic.
Per això, va ser necessari desenvolupar formats de dues pistes millorats que atenguessin aquestes necessitats específiques i, oferissin la qualitat necessària per estar destinats al camp professional.
En certes ocasions, es necessita sentir un determinat enregistrament al mateix temps que es realitza una altra. Posem el cas de la música (s'ha gravat la música i es vol afegir la veu) o del doblatge (per exemple, se sent la versió original o el Sound track internacional -pista sense els diàlegs, però amb els sorolls, efectes sonors, músiques, etc.). En aquests casos, és fonamental sincronitzar la reproducció del so amb l'enregistrament de la nova pista.
Perquè pugui realitzar-se aquesta sincronització una o els dos caps gravadores han de poder ser commutades a la manera reproducció.

#### Magnetòfon Multipista
Els gravadors multipista permeten l'enregistrament de 4, 8, 16 o 24 pistes d'àudio.
Les pistes es numeren en ordre ascendent des de la vora superior de la cinta (pista 1) fins a la vora inferior.
Depenent de les pistes a gravar es necessités un determinat tipus de cintes.
- L'estàndard d'ample per un multipista de 4 pistes és de ½ polzada (1,27 cm)
- L'estàndard d'ample per un multipista de 8 pistes és d'1 polzada (2,54 cm)
- L'estàndard d'ample per un multipista de 16 i 24 pistes és de 2 polzades (5,08 cm)

En els enregistraments actuals gràcies al mesclador s'utilitzen tota mena de fonts, que són gravades en pistes independents.
Aquestes pistes seran barrejades al final del procés per aconseguir la còpia final. Les fonts poden ser instruments musicals, micròfons o també un altre tipus d'aparells i instrument musical electrònic que produeixen senyal elèctric: com els samplers, els sintetitzadorés, guitarra elèctrica, etc.
Els diferents nivells de barreja i la introducció de determinats efectes de so permeten infinites possibilitats.
El magnetòfon multipista facilitava en gran manera el muntatge sonor. Les diferents fonts sonores que han d'intervenir en un enregistrament s'envien a un mesclador on es realitza una pre-equalització, per ajustar tots els nivells.
És necessari realitzar aquesta pre-equalització perquè els capçals poden sofrir desgastos per l'ús i un altre tipus de problemes...
Els ajustos es realitzen en funció d'una corba estàndard que mostra la resposta en freqüència d'un capçal ideal (no té en compte ni l'estat del capçal ni el de la cinta). La resposta ha d'ajustar-se en freqüència real, amb la qual mostra aquesta resposta en freqüència ideal.
Existeixen diverses corbes normalitzades. De fet, molts equips disposen d'un selector que permet triar l'estàndard segons els estàndards de la normes IEC/CCIR (estàndard europeu), NAB (estàndard americà) o DIN (estàndard alemany).
Molts magnetòfons a més també posseeixen d'ajustos d'equalització diferenciada en alta i baixa freqüència, per ajustar-se més fidelment a les diferents condicions del capçal, de la cinta, etc.
Una vegada que en el mesclador s'han ajustat els paràmetres i altres (efectes, balanç de canals, etc.), el senyal es grava en el gravador multipista en grups de pistes simultànies (depenent de les pistes que permeti el magnetòfon multipista i de les fonts que intervinguin).
Per assignar que font (o fonts) van a cada pista s'estableix un criteri de racionalitat, en funció del que es pretengui. Per exemple, en un enregistrament d'un petit grup pop, la guitarra i el baix poden ser gravats en una pista i les veus restants (el vocalista o solista, un sampler, els cors i la percussió) en una pista individual. Tot dependrà de qui realitzi l'enregistrament i els criteris que estimi oportuns.
A més, el multipista permetia realitzar petits inserits d'àudio (edició per inserit) en qualsevol de les pistes. Aquests inserits s'utilitzaven per canviar el so gravat originalment per un altre, sense que es produïssin clics o distorsions. En definitiva, sense que es notés.
Una vegada completat el procés d'enregistrament pista a pista (laying down), es procedeix a fer la barreja final. Llavors, la sortida de cada pista és reconduïda fins a l'entrada del mesclador, amb el que cada pista es converteix en una font de so independent susceptible de ser modificada (d'igual manera que ho havien estat les fonts originals).
Com en la majoria d'ocasions en la barreja directa no s'obté el resultat idoni o que es buscava, les consoles de barreja incorporen sistemes automatitzats que memoritzen els processos i permeten introduir modificacions abans de realitzar la còpia final, sense haver de repetir tot el procés. Aquests sistemes automatitzats reben el nom de funció automàtica de repetició o posicionador automàtic (en anglès, autolocate). Per poder realitzar enregistraments síncrons, els caps gravadores han de poder ser commutades a la manera reproducció.
En l'actualitat, l'enregistrament multipista usa exclusivament la informàtica. Això permet eliminar els passos intermedis, perquè tots els nivells de barreja són gestionats a través de programari especialitzat i el so es pren directament de les fonts, a través dels ports MIDI en el cas dels instruments digitals electrònics. Un altre avantatge que existeix, és que no fa falta generar voluminoses cintes mestres sinó que el producte del procés pot gravar-se en formats de CD o DVD.

## Casset
En 1963, la casa Philips va llançar al mercat els primers reproductors - gravadors per a cintes de cassets i les primeres cintes.
Als reproductors de casset compacte (magnetòfon de casset) els va cridar radiocasset o Platina o, simplement, casset.
Als equips que facilitaven la duplicació d'enregistraments perquè combinaven una platina reproductora amb una altra gravadora es deien equips de doble platina. Aquests equips podien duplicar la còpia o en temps real o a una velocitat superior.
Les cases encarregades de realitzar còpies comercials en casset utilitzaven uns equips coneguts com a duplicadores de casset que podien fer córrer la cinta a 16, 32 o 64 vegades la velocitat normal.
A la fi dels 70, la companyia japonesa TEAC va comercialitzar un gravador multipista en casset que aprofitava part dels avançaments desenvolupats per Sony per al seu fallit format de cinta El. Ho va denominar portaestudi. La cinta corria al doble de la velocitat normal (9,5 cm/s). El portaestudi permetia l'enregistrament de 4 pistes i, com en els magnetòfons multipista, cada pista podia gravar-se per separat i permetia l'enregistrament sincrònic.

## Cartutxeres
Les cartutxeres o magnetòfon de cartutxos són els reproductors/gravadors d'un format de tipus de cinta magnètica d'àudio anomenat cartutx.
El cartutx està format per una cinta magnètica infinitat que grava per impulsos, marcant en la cinta en el lloc exacte en què comença i acaba l'enregistrament. Després, a l'hora de llegir, es reprodueix l'interval exacte.
En les emissores de ràdio, fins a arribar els programaris de programació informatitzada, s'utilitzaven per llançar tascons i separadors de forma ràpida, sense necessitat d'haver de posicionar cadascun dels corts. De fet, les dotacions de les emissores tenien connectades en bateria diverses cartutxeres en cadena, de manera, que quan acaba de reproduir-se un tall, automàticament, saltava la següent.

## Evolució històrica de l'enregistrament magnètic
- Oberlin Smith.
- Valdemar Poulsen i el telegràfon.
- Fritz Pfleumer.
- El magnetòfon de bobina oberta.
- El magnetòfon de casset.